# Damals in Triest
Damals in Triest (Alternativtitel: An fernen Ufern; Originaltitel: Uzaq sahillərdə) ist ein sowjetisch-aserbaidschanischer Kriegsfilm aus dem Jahr 1958. Der unter der Regie von Tofig Taghizade nach dem Drehbuch von Imran Gasimov und Hasan Seyidbeyli gedrehte Film porträtiert das Leben des legendären aserbaidschanischen Partisans Mehdi Huseynzade, der im Zweiten Weltkrieg im heutigen Italien und Slowenien gegen die Nazis kämpfte, woraus der Filmtitel An fernen Ufern resultiert, der sich auf die Adria bezieht.
27,5 Millionen Zuschauer sahen den Film bei seiner Veröffentlichung.

## Handlung
Mehdi Huseynzade alias Michailo ist der meistgesuchte Partisan in Jugoslawien und Triest. Als Wehrmachtsoffizier verkleidet, plant Mehdi einen Terrorakt in einem Restaurant voller deutscher Offiziere und führt ihn erfolgreich durch. Er wird jedoch von dem Mitkämpfer Carranti verwundet, der als Spitzel in die Partisanengruppe eingeschleust wurde. Während der Genesung ist Mehdi für eine Weile außer Gefecht gesetzt. Er malt gelegentlich und träumt davon, nach dem Krieg in seine Heimat Baku zurückzukehren. Während die Deutschen die Belohnung für Michailo erhöhen, führt er eine weitere gewagte Operation durch, um von einem wohlhabenden italienischen Geschäftsmann Lebensmittel für Partisanen zu erbeuten.
Michailo plant und führt seine Operationen normalerweise mit seinem Schwager Veselin und einer jungen Frau namens Anzhelika durch. Die drei sind gleichzeitig Teile einer Dreiecksbeziehung. Veselin liebt Anzhelika, während sie in Michailo verknallt ist. Letzterer hat auch einige Gefühle für Anzhelika, konzentriert sich aber auf Operationen.
Bei der nächsten Operation wird Anzhelika von den Deutschen festgenommen, der es dennoch gelingt, die notwendigen Informationen an Michailo und Veselin weiterzugeben. Dank der Informationen erfüllen die beiden erfolgreich die Mission, ein Kino zu sprengen, Hunderte deutscher Offiziere zu töten und den sie verfolgenden Soldaten zu entkommen.
Während die Deutschen eine massive Suche nach Michailo starten, trifft er auf Major Schulz, der misstrauisch ist und ihn festnehmen will. Michailo behauptet jedoch, ein armer, halb deutscher, halb französischer Maler namens Auguste Kraus zu sein, und demonstriert seine malerischen Fähigkeiten, indem er ein Schulz-Porträt erstellt. Im Glauben, er sei ein Maler und kein Partisan, sieht Schulz keine andere Möglichkeit, als Michailo freizulassen. Aber als Michailo Schulz’ Büro verlässt, trifft er auf Veselin. Die beiden ziehen die Aufmerksamkeit herannahender deutscher Soldaten auf sich, woraufhin ein Kampf entbrennt, dem die Freunde entrinnen können, doch der tödlich verwundete Veselin stirbt in Michailos Armen.
Zurück im Partisanenlager erhält Michailo eine weitere schlechte Nachricht: Auch Anzhelika wurde getötet. Die Rache Michailos kommt die Deutschen teuer zu stehen, mehrere Hotels und Einrichtungen jagt er in die Luft.
Michailo findet dann Carranti und tötet ihn, bevor diesem die Flucht mit einem Geldkoffer gelingt. Von den deutschen Soldaten verfolgt, kommt Michailo im Dorf von Veselins Vater an. Auch die von Schulz angeführten Deutschen kommen in das Dorf und verlangen von den Einheimischen, Michailos Aufenthaltsort preiszugeben. Sie verraten ihn nicht, gleichwohl will Michailo deren Leben nicht aufs Spiel setzen. Er verlässt das Haus von Veselins Vater und erscheint vor Schulz, der zu seinem Entsetzen erkennt, dass Michailo und Kraus dieselbe Person sind. Michailo schafft es, Schulz zu töten, wird aber von den deutschen Soldaten erschossen. Während seines letzten Atemzuges träumt Michailo erneut davon, Baku noch einmal zu sehen, und fällt zu Boden. In diesem Moment explodiert die aktivierte Bombe auf ihm und tötet ihn samt den sich nähernden Soldaten.

## Veröffentlichung
An fernen Ufern wurde ab dem 11. September 1959 in der DDR im Kino gezeigt und am 24. April 1975 erstmals im DFF 2 ausgestrahlt.